# Гончарівка (Сватівський район)
Гончарі́вка — село в Україні, у Сватівській міській громаді Сватівського району Луганської області.
Населення становить 1359 осіб. Орган місцевого самоврядування — Гончарівська сільська рада.

## Історія
Село постраждало внаслідок геноциду українського народу, вчиненого урядом СССР у 1932—1933 роках, кількість встановлених жертв — 314 людей.
Від березня 2022 року село окуповане російськими військами.
14 вересня 2022 року в ході ракетних обстрілів російськими окупаційними військами захоплених ними територій зруйновано школу, тренажерний зал та будинок електрика.

## Населення
Згідно з переписом УРСР 1989 року чисельність наявного населення села становила 1536 осіб, з яких 702 чоловіки та 834 жінки.
За переписом населення України 2001 року в селі мешкали 1343 особи.

### Мова
Розподіл населення за рідною мовою за даними перепису 2001 року:
| Мова       | Відсоток |
| ---------- | -------- |
| українська | 94,85 %  |
| російська  | 4,27 %   |
| вірменська | 0,74 %   |
| білоруська | 0,15 %   |

## Пам'ятки
На околицях села розташований ботанічний заказник місцевого значення «Гончарівський».

## Постаті
- Слабкий Геннадій Олексійович (* 1953) — український вчений в галузі медицини, доктор медичних наук, професор.